# Фишбах (Люцерн)
Фишбах (нем. Fischbach LU) — коммуна в Швейцарии, в кантоне Люцерн.
Входит в состав округа Виллизау. Население составляет 719 человек (на 31 декабря 2006 года). Официальный код — 1129.